# Culicoides angkaensis
Culicoides angkaensis är en tvåvingeart som beskrevs av Kitaoka, Takaoka och Choochote 2005. Culicoides angkaensis ingår i släktet Culicoides och familjen svidknott.
Artens utbredningsområde är Thailand. Inga underarter finns listade i Catalogue of Life.